# Divisions de l'Exèrcit Popular de la República

Bandera de la 44a Divisió.

Aquesta és una relació de les divisions de l'Exèrcit Popular de la República que van participar en la Guerra civil espanyola.

## Llista de divisions

### Unitats regulars
| Número                    | Data de creació        | Data de desaparició | Notes                                                |
| ------------------------- | ---------------------- | ------------------- | ---------------------------------------------------- |
| 1a Divisió                | 31 de desembre de 1936 | 27 de març de 1939  |                                                      |
| 2a Divisió                | 31 de desembre de 1936 | 27 de març de 1939  |                                                      |
| 3a Divisió                | Desembre de 1936       | Febrer de 1939      |                                                      |
| 4a Divisió                | 31 de desembre de 1936 | 27 de març de 1939  |                                                      |
| 5a Divisió                | 31 de desembre de 1936 | 27 de març de 1939  |                                                      |
| 6a Divisió                | 31 de desembre de 1936 | 27 de març de 1939  |                                                      |
| 7a Divisió                | 31 de desembre de 1936 | 27 de març de 1939  |                                                      |
| 8a Divisió                | 31 de desembre de 1936 | 27 de març de 1939  |                                                      |
| 9a Divisió                | 31 de desembre de 1936 | 27 de març de 1939  |                                                      |
| 10a Divisió               | 1937                   | Març de 1939        | Inicialment denominada Divisió «A».                  |
| 11a Divisió               | 24 de gener de 1937    | 9 de febrer de 1937 | També coneguda com a Divisió «Líster».               |
| 12a Divisió               | 28 de febrer de 1937   | 27 de març de 1939  |                                                      |
| 13a Divisió               | 13 de març de 1937     | 27 de març de 1939  |                                                      |
| 14a Divisió               | 13 de març de 1937     | 27 de març de 1939  |                                                      |
| 15a Divisió               | 1937                   | Març de 1939        |                                                      |
| 16a Divisió               | 13 de març de 1937     | Febrer de 1939      |                                                      |
| 17a Divisió               | 10 d'abril de 1937     | 27 de març de 1939  |                                                      |
| 18a Divisió               | 27 de març de 1937     | 27 de març de 1939  |                                                      |
| 19a Divisió               | 3 d'abril de 1937      | Març de 1939        |                                                      |
| 20a Divisió               | 3 d'abril de 1937      | Març de 1939        |                                                      |
| 21a Divisió               | 3 d'abril de 1937      | Març de 1939        |                                                      |
| 22a Divisió               | 3 d'abril de 1937      | Març de 1939        |                                                      |
| 23a Divisió               | 3 d'abril de 1937      | 27 de març de 1939  |                                                      |
| 24a Divisió               | 3 d'abril de 1937      | 17 de gener de 1939 |                                                      |
| 25a Divisió               | 28 d'abril de 1937     | 27 de març de 1939  | Antiga divisió «Jubert».                             |
| 26.ª Divisió              | 28 d'abril de 1937     | Febrer de 1939      | Antiga divisió «Durruti».                            |
| 27a Divisió               | 28 d'abril de 1937     | Febrer de 1939      | Antiga divisió «Carles Marx».                        |
| 28a Divisió               | 28 d'abril de 1937     | 27 de març de 1939  | Antiga divisió «Ascaso».                             |
| 29a Divisió               | 1937/1938              | Març de 1939        | Antiga divisió «Lenin».                              |
| 30a Divisió               | 28 d'abril de 1937     | Febrer de 1939      | Antiga columna «Macià-Companys».                     |
| 31a Divisió               | 28 d'abril de 1937     | Febrer de 1939      |                                                      |
| 32a Divisió               | 28 d'abril de 1937     | 27 de març de 1939  |                                                      |
| 33a Divisió               | 28 d'abril de 1937     | 27 de març de 1939  |                                                      |
| 34a Divisió               | Març de 1937           | Febrer de 1939      |                                                      |
| 35a Divisió Internacional | 23 de març de 1937     | 7 de febrer de 1939 |                                                      |
| 36a Divisió               | Maig de 1937           | Març de 1939        |                                                      |
| 37a Divisió               | Maig de 1937           | Març de 1939        |                                                      |
| 38a Divisió               | Maig de 1937           | Març de 1939        |                                                      |
| 39a Divisió               | 13 d'abril de 1937     | 27 de març de 1939  |                                                      |
| 40a Divisió               | 13 d'abril de 1937     | 27 de març de 1939  |                                                      |
| 41a Divisió               | 13 d'abril de 1937     | 27 de març de 1939  | Reconstruïda a l'agost de 1938.                      |
| 42a Divisió               | 13 d'abril de 1937     | Febrer de 1939      |                                                      |
| 43a Divisió               | Juny de 1937           | Febrer de 1939      | Reconstruïda després de fugir de la Borsa de Bielsa. |
| 44a Divisió               | Maig de 1937           | Febrer de 1939      |                                                      |
| 45a Divisió               | Juny de 1937           | Febrer de 1939      |                                                      |
| 46a Divisió               | Juny de 1937           | Febrer de 1939      |                                                      |
| 47a Divisió               | Juny de 1937           | Març de 1939        |                                                      |
| 48a Divisió               | Abril de 1938          | Març de 1939        | Antiga «1a Divisió basca».                           |
| 49a Divisió               | Abril de 1938          | Març de 1939        | Antiga «2a Divisió basca».                           |
| 50a Divisió               | Abril de 1938          | Març de 1939        | Antiga «3a Divisió basca».                           |
| 51a Divisió               | 15 d'agost de 1938     | Març de 1939        | Antiga «4a Divisió basca».                           |
| 52a Divisió               | Abril de 1938          | Març de 1939        | Antiga «1a Divisió santanderina».                    |
| 53a Divisió               | Abril de 1938          | Març de 1939        | Antiga «2a Divisió santanderina».                    |
| 54a Divisió               | Abril de 1938          | Març de 1939        | Antiga «3a Divisió santanderina».                    |
| 55a Divisió               | Juliol de 1938         | Gener de 1939?      |                                                      |
| 56a Divisió               | Abril de 1938          | Gener de 1939?      | Antiga «7a Divisió asturiana».                       |
| 57a Divisió               | 2 de juliol de 1937    | Setembre de 1937?   | Antiga «Divisió asturiana de Xoc».                   |
| 58a Divisió               | Març de 1937           | Octubre de 1937     | Antiga «6a Divisió asturiana».                       |
| 59a Divisió               | Febrer de 1937         | Octubre de 1937     | Antiga «1a Divisió asturiana».                       |
| 60a Divisió               | Abril de 1938          | Gener de 1939?      | Antiga «2a Divisió asturiana».                       |
| 61a Divisió               | c. 1938                | Març de 1939        | Antiga «3a Divisió asturiana».                       |
| 62a Divisió               | Juliol de 1938         | Gener de 1939?      | Antiga «4a Divisió asturiana».                       |
| 63a Divisió               | Agost de 1937          | Març de 1939        |                                                      |
| 64a Divisió               | Agost de 1937          | Març de 1939        |                                                      |
| 65a Divisió               | Agost de 1937          | Març de 1939        |                                                      |
| 66a Divisió               | Agost de 1937          | Març de 1939        |                                                      |
| 67a Divisió               | Agost de 1937          | Març de 1939        |                                                      |
| 68a Divisió               | Agost de 1937          | Març de 1939        |                                                      |
| 69a Divisió               | 23 de setembre de 1937 | 27 de març de 1939  |                                                      |
| 70a Divisió               | 23 de setembre de 1937 | Març de 1939        |                                                      |
| 71a Divisió               | Setembre de 1937       | Març de 1939        |                                                      |
| 72a Divisió               | 23 de setembre de 1937 | Febrer de 1939      |                                                      |
| 73a Divisió               | c. 1938                | Març de 1939        |                                                      |
| 74a Divisió               | 31 de desembre de 1938 | Gener de 1939?      |                                                      |
| 75a Divisió               | c. 1938                | ?                   | Unitat de guerrillers.                               |
| 76a Divisió               | c. 1938                | ?                   | Unitat de guerrillers.                               |
| 77a Divisió               | 31 de desembre de 1938 | Febrer de 1939      |                                                      |

### Altres unitats
| Nom                        | Data de creació | Data de desaparició | Notes                                           |
| -------------------------- | --------------- | ------------------- | ----------------------------------------------- |
| Divisió d'Enginys Blindats | Octubre de 1937 | ?                   |                                                 |
| Divisió Zújar              | Juliol de 1938  | Agost de 1938       |                                                 |
| Divisió «Andalusia»        | Febrer de 1938  | ?                   | Reorganitzada i reconvertida en la 49a Divisió. |
| Divisió «Extremadura»      | Febrer de 1938  | ?                   |                                                 |
| Divisió «Llevant»          | Febrer de 1938  | ?                   |                                                 |